# Osinja
Osinja is een dorp in Derventa in de Servische Republiek. Het dorp is de grootste plaats in Derventa en in het dorp wonen vooral boeren. In Osinja zit een basisschool, de Orthodoxe Kerk van Sint Panteleimon en een paar winkels en cafés. De zuidgrens van het dorp en van de gemeente wordt gevormd door de Ilova en de plaats ligt op een economische interessante plek, omdat het tussen Derventa, Doboj en Prnjavor ligt.

## Demografie
In 1991 woonder er in Osinja 1853 Serviërs (98,04%), drie Kroaten (0,15%), 30 Joegoslaven (1,58%) en vier mensen met een andere afkomst (0,21%).